# 家路 (MUCCの曲)
「家路」（いえじ）は、ムックの曲。2001年リリースの3枚目のシングル「青盤」のカップリング収録が、ディスク収録の初出である。のち、2003年リリースの6枚目のシングル「我、在ルベキ場所」でもアレンジを変えて再録され、2017年には本作を表題曲とした36枚目のシングルがリリースされた。

## シングル「家路」
- 下記のライブ会場限定で販売された[1]。
  - 2017年5月4日 茨城県立県民文化センター大ホール【家路 〜Happy Birthday to MUCC〜】、
  - 2017年6月20日 日本武道館【MUCC 20TH-21ST ANNIVERSARY 飛翔への脈拍 〜そして伝説へ〜 第Ⅰ章 97-06 哀ア痛葬是朽鵬6】、
  - 2017年6月21日 日本武道館【MUCC 20TH-21ST ANNIVERSARY 飛翔への脈拍 〜そして伝説へ〜 第Ⅱ章 06-17 極志球業シ終T】
- 本シングルでメインに収録されている「家路 -2017 飛翔-」は、後にアルバム『新痛絶』にも収録された。
- 「世界の終わり -2017 飛翔-」は2枚目のアルバム『葬ラ謳』の初回盤に収録されていた曲を再録したものであるが、『新葬ラ謳』には収録されていない。
  - 2006年に開催したシックスナインデイズのファイナル公演において同曲をパートチェンジした編成で披露したが、「世界の終わり 〜END OF THE EARTH Ver.〜」はそれを再現したものとなっている。
- 「NO!? -2017 飛翔-」は1997年に配布されたMUCC初の音源であるデモテープ収録曲を再録したもの。ライブでは稀に披露されているが、音源としては本シングルが初のCD化となる。
- 収録曲の過去のバージョンのリマスター版もカップリングとして収録されている。

### 収録曲
1. 家路 -2017 飛翔-
2. 家路 -3 Piece Ver. 2007 New Mix-
3. 家路 -Original Mix from 2001 (青盤)-
4. 世界の終わり -2017 飛翔-
5. 世界の終わり 〜END OF THE EARTH Ver.〜
6. 世界の終わり -Original Mix from 2002 (葬ラ謳)-
7. NO!? -2017 飛翔-
8. NO!? -DEMO-

※2曲目は同封された歌詞カード及び盤面には「家路 -3 Piece Ver. 2017 New Mix-」と記載されている。